# Bolindale
Bolindale és una concentració de població designada pel cens dels Estats Units a l'estat d'Ohio. Segons el cens del 2000 tenia 2.489 habitants.

## Demografia
Segons el cens del 2000, Bolindale tenia 2.489 habitants, 993 habitatges, i 699 famílies. La densitat de població era de 1.001,1 habitants per km².
Dels 993 habitatges en un 29,7% hi vivien nens de menys de 18 anys, en un 51,6% hi vivien parelles casades, en un 13,4% dones solteres, i en un 29,6% no eren unitats familiars. En el 25,5% dels habitatges hi vivien persones soles el 9,5% de les quals corresponia a persones de 65 anys o més que vivien soles. El nombre mitjà de persones vivint en cada habitatge era de 2,51 i el nombre mitjà de persones que vivien en cada família era de 3,01.
Per edats la població es repartia de la següent manera: un 24,2% tenia menys de 18 anys, un 6,9% entre 18 i 24, un 28,5% entre 25 i 44, un 26% de 45 a 60 i un 14,4% 65 anys o més.
L'edat mediana era de 39 anys. Per cada 100 dones de 18 o més anys hi havia 89,8 homes.
La renda mediana per habitatge era de 35.347 $ i la renda mediana per família de 39.886 $. Els homes tenien una renda mediana de 37.143 $ mentre que les dones 23.393 $. La renda per capita de la població era de 16.866 $. Aproximadament el 5,3% de les famílies i el 10% de la població estaven per davall del llindar de pobresa.

## Poblacions més properes
El següent diagrama mostra les poblacions més properes.